# アーチャーフィッシュ (潜水艦)
アーチャーフィッシュ (USS Archer-fish, SS/AGSS-311) は、アメリカ海軍の潜水艦。バラオ級潜水艦の一隻。艦名は汽水域から海水域に生息し、水鉄砲を撃つ奇習で知られているテッポウウオ (Toxotes jaculatrix) に因む。同名の米軍艦（USS Archerfish）としては初代。第二次世界大戦中、艦名は Archer - fish とハイフンで繋がれたが、1952年の再就役時には Archerfish となりハイフンが取り除かれた。
アーチャーフィッシュは1944年に日本海軍の空母・信濃を撃沈する戦果をあげたが、これは潜水艦が撃沈した軍艦の中では最大の記録である。このことは、本文中で改めて記述する。

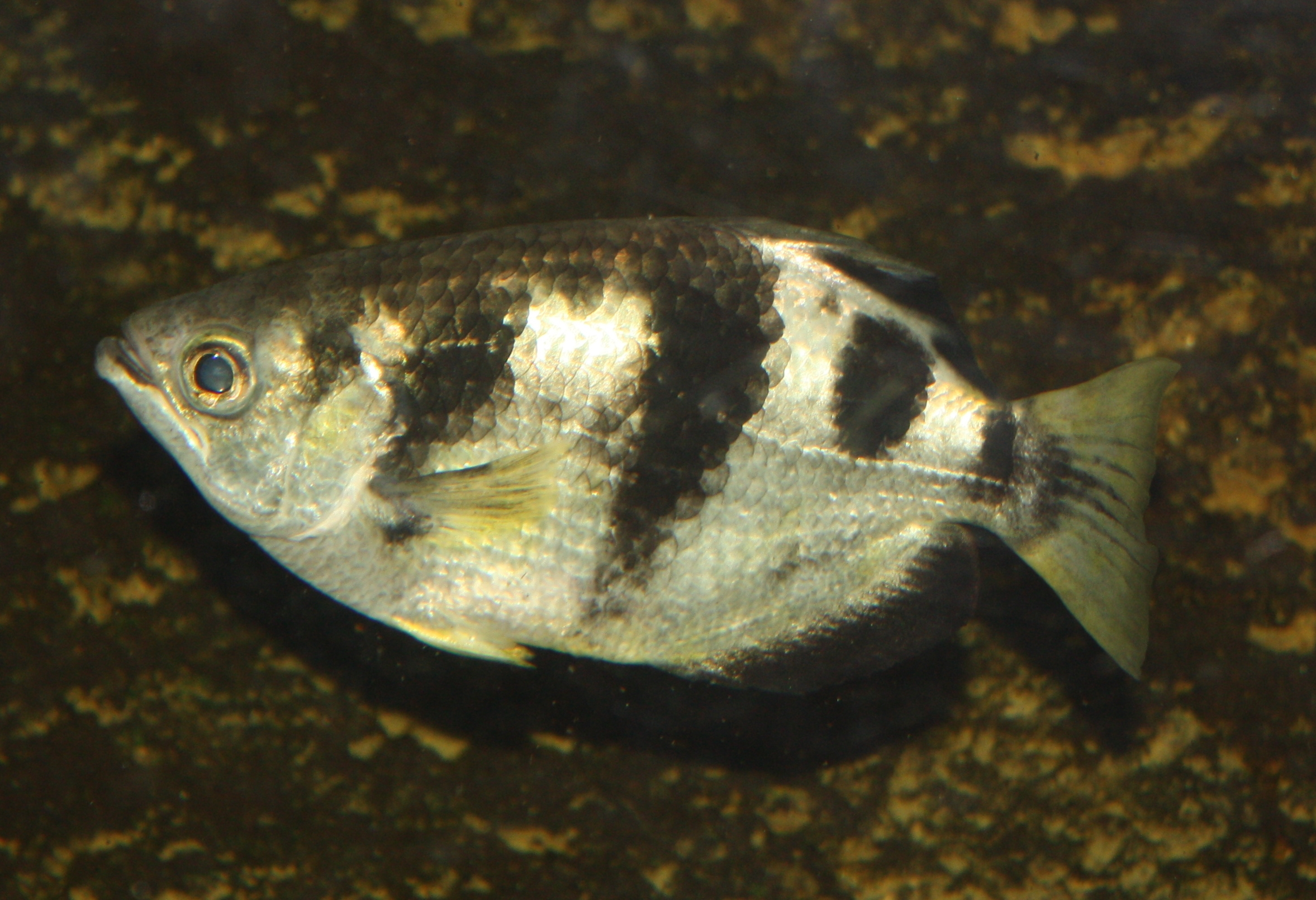
テッポウウオ（Banded archerfish）

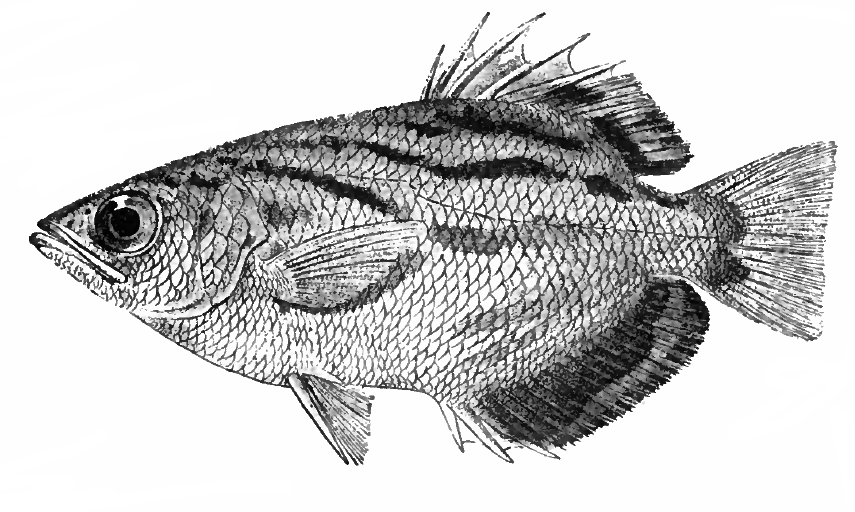
スモールスケール・アーチャーフィッシュ（Smallscale archerfish）

## 艦歴
アーチャーフィッシュは1943年1月22日にメイン州キタリーのポーツマス海軍造船所で起工する。5月28日にマルヴェナ・C・トンプソン（ファーストレディであるエレノア・ルーズベルトの個人秘書）によって命名、進水する。9月4日に艦長ジョージ・W・ケール中佐（アナポリス1932年組）の指揮下就役、ニュー・イングランド近海で訓練に従事する。11月29日にパナマ運河を経由してハワイ、オアフ島の真珠湾入港し太平洋艦隊潜水艦部隊に編入された。

### 第1、第2、第3、第4の哨戒 1943年12月 - 1944年9月
12月23日、アーチャーフィッシュは最初の哨戒で東シナ海に向かった。27日にミッドウェー島に寄港し燃料を補給した後、台湾北方海域で作戦任務に従事した。哨戒期間中、アーチャーフィッシュは1944年1月18日、22日、25日の3度にわたり商船3隻を攻撃し、9,000トン級貨物船の撃沈を報じたものの、実際には戦果は上げられなかった。1944年2月15日、アーチャーフィッシュは53日間の行動を終えてミッドウェー島に帰投した。
3月16日、アーチャーフィッシュは2回目の哨戒でパラオ近海に向かった。パラオに対する機動部隊の攻撃が実施される予定であり、アーチャーフィッシュはパラオ北方で支援活動に従事した。この哨戒では、攻撃機会には恵まれなかった。アーチャーフィッシュは帰途にジョンストン島を経由。4月27日、アーチャーフィッシュは42日間の行動を終えて真珠湾に帰投。艦長がウィリアム・H・ライト（アナポリス1936年組）に代わった。
5月28日、アーチャーフィッシュは3回目の哨戒で小笠原諸島方面に向かった。6月28日、アーチャーフィッシュは北緯24度44分 東経140度20分 / 北緯24.733度 東経140.333度の硫黄島沖で仮泊中の小船団を発見。10時ごろに雷撃し、魚雷1本が第24号海防艦の前部弾薬庫付近に命中。第24号海防艦は誘爆はしなかったものの、間もなく艦首から沈没していった。その後は硫黄島に対する第58任務部隊（マーク・ミッチャー中将）に対する救助支援任務に従事。また、7月2日には輸送船団を攻撃して、輸送船1隻撃沈および護衛艦1隻撃破を報じた。7月4日にはジョン・アンダーソン（後の少将）を救助した。7月15日、アーチャーフィッシュは48日間の行動を終えてミッドウェー島に帰投。潜水母艦プロテウス (USS Proteus, AS-19) による整備を受けた。
8月7日、アーチャーフィッシュは4回目の哨戒で日本近海に向かった。この本州近海における哨戒では、8月13日に北緯32度55分 東経152度43分 / 北緯32.917度 東経152.717度の地点で250トン級のトロール船あるいは特設監視艇を砲撃により破壊した。9月29日、アーチャーフィッシュは53日間の行動を終えて真珠湾に帰投、ジョゼフ・F・エンライト少佐（アナポリス1933年組）がアーチャーフィッシュの艦長に就任した。エンライト少佐はアーチャーフィッシュの艦長として赴任する前、しばらくくすぶっていた。潜水艦デイス (USS Dace, SS-247) の初代艦長として最初の哨戒に従事した際、「空母・翔鶴が通過する」との情報を受けたエンライト艦長は自分の直感を抑えて命令に従った。その結果、翔鶴を攻撃するというチャンスを逃した。この哨戒で全く戦果を挙げることができなかったエンライト艦長は、デイスがミッドウェー島に帰投した後、「戦果を挙げられなかったのは自分の責任」と報告して自らを陸上勤務にまわす様要請し、潜水艦救護隊隊長に転じていた。そして約1年経って、アーチャーフィッシュの艦長として海上勤務に戻ってきたのである。

### 第5の哨戒 1944年10月 - 12月・信濃撃沈

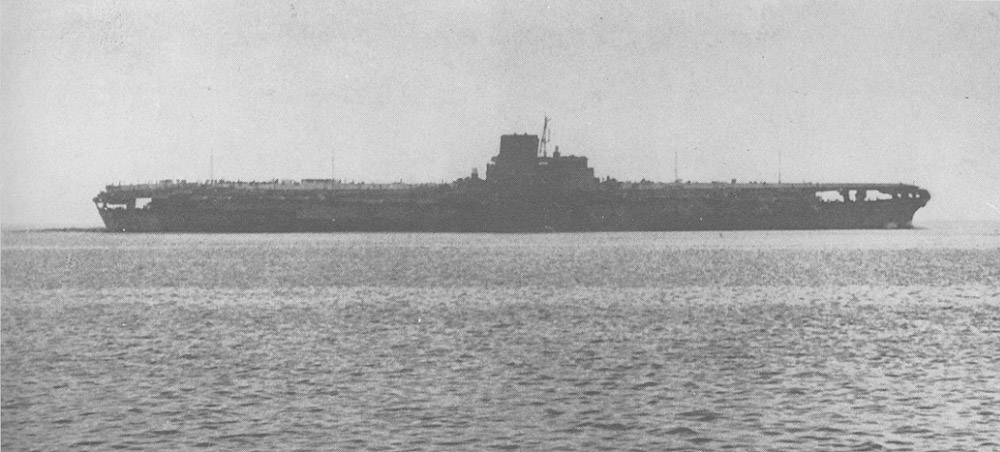
空母「信濃」

10月30日13時30分、アーチャーフィッシュは5回目の哨戒で日本近海に向かった。11月9日、前進基地のあるサイパン島に到着し整備を行った後、11月11日に出撃。11月14日に「ヒット・パレード」と呼ばれる哨区に向かうよう指示された。アーチャーフィッシュの哨区は、南北は本州沿岸から北緯33度10分まで、東西は潮岬以南から東経139度15分までであった。この哨戒での主な任務は東京空襲に参加するB-29のクルーに対する支援活動であった。11月24日になって中島飛行機工場に対する初のB-29による東京空襲が開始されたが、アーチャーフィッシュの出番はなかった。また、哨区に到着した頃には隣の哨区で活動していた潜水艦スキャンプ (USS Scamp, SS-277) の安否を問う情報が11月26日まで数回入ってきた。11月27日、アーチャーフィッシュは「その日より48時間は空襲は実施されない」という連絡を受ける。これは、事実上48時間の間は救助活動のことに気を取られず、艦船攻撃ができることを意味していた。東京湾口浦賀水道沖で潜航哨戒をした後、調子が今ひとつだったレーダーを修理しつつ西に向かって航行した。20時30分ごろには、藺灘波島を視認したが、レーダーで探知できなかった。
その約18分後の20時48分、ようやく調子が戻ったレーダーが複数の目標を探知し、同時に見張りが右舷前方に黒影を発見した。アーチャーフィッシュが速度をたびたび調節しながら追跡を続けている間、エンライト艦長は目標が大和型戦艦であろう、大和型戦艦であってほしいと夢見たが、シルエットを観察した感じからタンカーであろうと判定した。この目標こそ、第17駆逐隊（駆逐艦雪風、磯風、浜風)に伴われ横須賀を出航した、艤装半ばにて呉海軍工廠へ回航途中の空母信濃に他ならなかった。アーチャーフィッシュは戦闘配置を令してなおも追跡。21時40分ごろには空母であろうと判断された。しかし、22時50分ごろに駆逐艦が接近し、アーチャーフィッシュは艦尾を駆逐艦に向けて距離を置いた。しかし、駆逐艦は攻撃せず引き返し、それと同時に信濃との距離も開いてしまった。23時30分、アーチャーフィッシュは信濃発見を司令部に打電した。11月29日を迎えても依然触接を続けていたが、信濃と駆逐艦がジグザグ航行をするので、アーチャーフィッシュは次第に信濃の前に出るような形となった。2時30分、2度目の報告を打電。その直後の3時ごろ、ほぼ西方に向かっていた信濃が南方に向きを変え、アーチャーフィッシュのいる方向に向かってきた。アーチャーフィッシュは潜航し、魚雷の発射準備を急いだ。エンライト艦長は、信濃を転覆させる意図を以って魚雷の深度を10フィート（約3メートル）に設定させていた。この時点で、相手（信濃）が艦型識別帳に掲載されていない未知の艦だということが判明した。3時18分に浜名湖南方176キロ地点で魚雷6本を、信濃の艦尾方向から艦首方向に向けて発射した。このうち4本が命中し、アーチャーフィッシュでは爆発音を6つ聴取した。直後の爆雷攻撃も3時45分ごろには止み、海中でじっとしていた。信濃は被雷後およそ7時間後の10時57分に和歌山県南端の潮岬の熊野灘北緯33度07分 東経137度04分 / 北緯33.117度 東経137.067度（日本側資料では北緯33度06分 東経136度46分 / 北緯33.100度 東経136.767度）で、右舷から転覆し沈没した。この様子は、ソナーを通じた重々しい爆発音の形で、海中のアーチャーフィッシュにも探知された。やがてアーチャーフィッシュは浮上し、18時30分に信濃撃沈とB-29のための気象報告を司令部に打電した。12月8日から9日には2隻の艦艇に対して追跡の上攻撃を行ったが、成功しなかった。
12月15日、アーチャーフィッシュは48日間の行動を終えてグアムアプラ港に帰投した。報告でのすったもんだの末、アーチャーフィッシュは28,000トンの空母を撃沈したと認定され、アーチャーフィッシュはこの功績により殊勲部隊章を受章された。アメリカ軍は信濃の撃沈自体は無電傍受で察知していたが、信濃川に由来する名前の巡洋艦改造空母と思い込んでいた。
アメリカ軍が信濃の正体を知ったのは1946年になってからのことで、エンライトは海軍長官ジェームズ・フォレスタルから海軍十字章を、ハリー・S・トルーマン大統領から部隊感状を授与された。

### 第6、第7の哨戒 1945年1月 - 9月
1945年1月10日、アーチャーフィッシュは潜水艦ブラックフィッシュ (USS Blackfish, SS-221)、バットフィッシュ (USS Batfish, SS-310) とウルフパックを構成しルソン海峡方面に向かった。この哨戒では、僚艦バットフィッシュが潜水艦呂112と呂113を続けさまに撃沈し、アーチャーフィッシュも2月14日に潜水艦1隻撃沈の戦果を報じた。アーチャーフィッシュはこれを日本陸軍の潜水艦であろうと判断したが、戦後の調査で、この戦果は認められなかった。アーチャーフィッシュはこの哨戒で未確認目標により艦首部に損傷を受けたため、予定を少し切り上げてサイパン島に寄港。3月3日、アーチャーフィッシュは49日間の行動を終えて真珠湾に帰投。次いでオーバーホールのためにサンフランシスコのハンターズ・ポイント海軍造船所に回航され、3月13日に到着した。オーバーホールを終えた後、6月22日に真珠湾に到着した。
7月10日、アーチャーフィッシュは7回目の哨戒で日本近海に向かった。本州の東海岸から北海道南方を哨戒し、日本本土爆撃を行うB-29や第38任務部隊の乗員の救助任務に当たった。8月11日、アーチャーフィッシュは何物かを探知したが、それっきりに終わった。8月15日、アーチャーフィッシュは北海道沖で終戦を迎え、翌日には艦内で酒宴を挙げた。8月31日に東京湾に入港し、信濃誕生の地である横須賀海軍工廠近くで他の11隻の潜水艦と共にプロテウスの側に停泊した。9月2日に戦艦ミズーリ (USS Missouri, BB-63) 艦上で日本の降伏文書調印式が行われた後、アーチャーフィッシュは東京湾を出港。9月12日、アーチャーフィッシュは59日間の行動を終えて真珠湾に帰投した。その後第1潜水艦部隊に配属され訓練任務に従事した。
アーチャーフィッシュは第二次世界大戦の戦功で7個の従軍星章および1個の殊勲部隊章を受章した。アーチャーフィッシュの撃沈した艦艇は信濃と第24号海防艦の2隻しかなかったが、撃沈トン数では59,800トンを記録して25位にランクインしており、24位のサンフィッシュ (USS Sunfish, SS-281) とはわずか15トンの差であった。

### 戦後
アーチャーフィッシュは1946年1月2日に真珠湾を出航し、サンフランシスコに向かった。1月8日にサンフランシスコに到着し、3月13日まで不活性化前のオーバーホールを受けた。その後メア・アイランド海軍造船所で不活性化の最終段階を完了する。アーチャーフィッシュは1946年6月12日に退役し、メア・アイランド海軍造船所で太平洋予備役艦隊入りした。
その後、1950年の朝鮮戦争の勃発に伴う海軍力増強のため、アーチャーフィッシュは1952年1月7日に現役復帰の準備を始める。その過程で艦名の僅かな変更が行われ、ハイフンが取り除かれた。アーチャーフィッシュは3月7日に再就役し、3月26日に太平洋艦隊に配属された。翌日から3週間の整調訓練にカリフォルニア州サンディエゴから出航する。しかしながら3月28日に火災が発生したためメア・アイランド海軍造船所に帰還し修理を受けた。修理は1952年5月27日に完了し、アーチャーフィッシュは西海岸沖で整調を行う。その後パナマ運河を通過し、7月3日に大西洋艦隊に合流する。第12潜水艦部隊に配属されたアーチャーフィッシュはフロリダ州キーウェストを拠点としてキューバのサンティアーゴ・デ・クーバ、グアンタナモ湾、ハイチのポルトープランス、プエルトリコのサンフアン、西インド諸島のトリニダードを訪れた。アーチャーフィッシュは1955年4月25日にキーウェストを出航し、就役を解くためフィラデルフィア海軍造船所へ向かう。不活性化オーバーホールを終了後、アーチャーフィッシュはコネチカット州ニューロンドンへ牽引され、1955年10月21日に退役する。
1957年に再び現役に戻った後、アーチャーフィッシュは海洋調査に従事し、その一環である「シースキャン作戦」に参加して極東各地やオーストラリアの港湾を訪問して水路調査を行った。その途中の1963年には18年ぶりに日本の港湾に入り、横須賀海軍施設で3週間にわたって整備を受けた。
アーチャーフィッシュは1968年5月1日に予備役に編入され、10月16日に除籍された。その後は10月19日カリフォルニア州サンディエゴ沖で標的艦として原子力潜水艦スヌーク (USS Snook, SSN-592) の発射した新開発の魚雷を受けて沈没した。